# 角煮

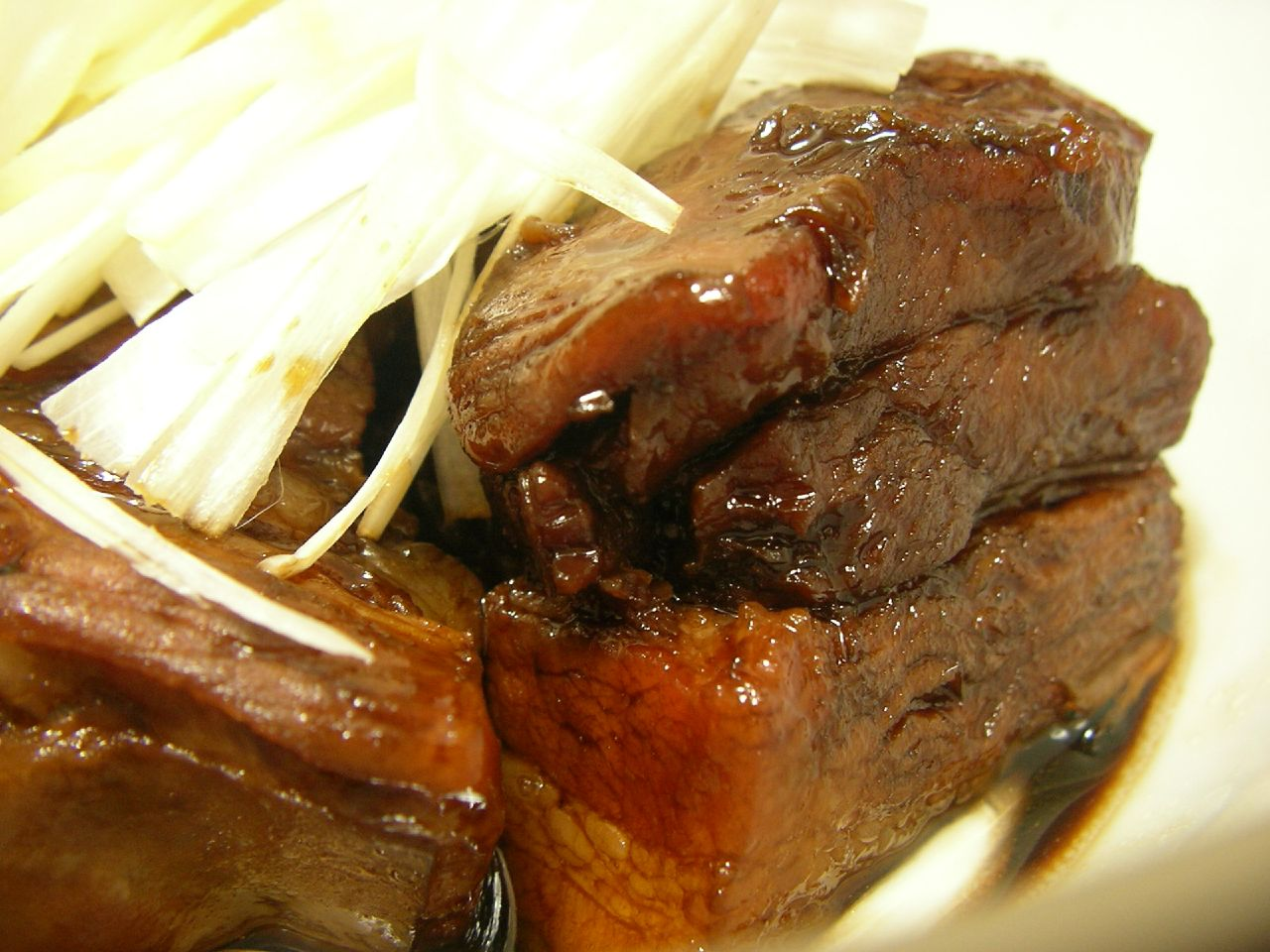
豚の角煮

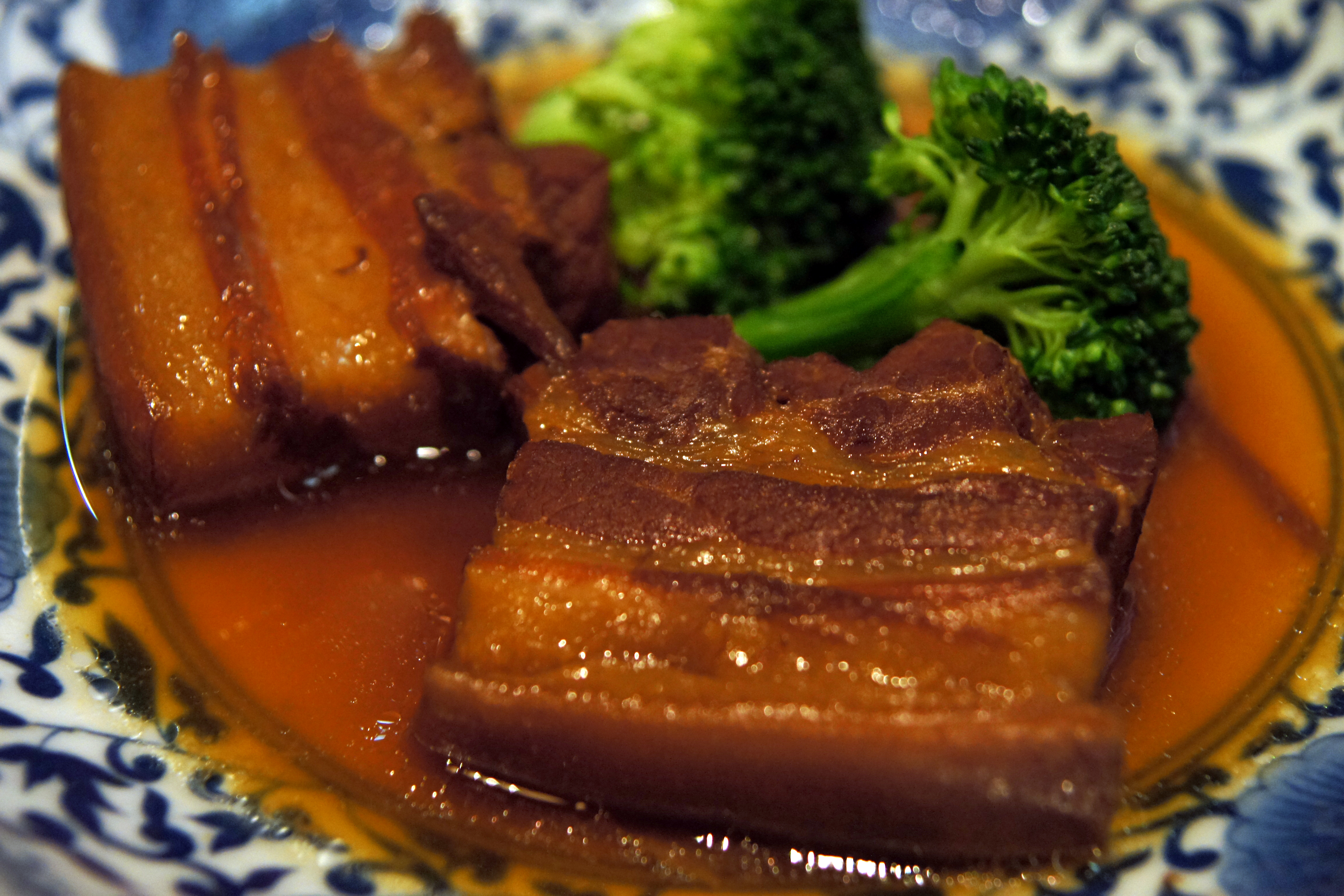
卓袱料理の東坡煮

角煮（かくに）とは、角切りにした食材を調味料で煮た料理。
現代の日本語においては、中華料理の東坡肉に起源を持つ豚肉の醤油煮込みを指すことが多いが、豚や醤油だけではなく、ほかの食材や調味料で作った角煮はアジア各国で普遍的に存在している。

## 作り方
下茹でした豚のばら肉（三枚肉）肉を一口大に切り、調味料や香味野菜を加えて柔らかく煮て調理する。
地域や調理する人によって使用される香辛料や調味料は異なるが、醤油・味噌・みりん・日本酒・焼酎・泡盛、砂糖・黒糖などを用いた甘辛い味付けになることが多い。下茹での際や食べる時に臭み取りとしてネギ・ショウガなどの香味野菜が使われる。肉を煮る前に揚げる・蒸すの工程を加える場合もある。大根など他の材料を加えて同時に調理することもある。柔らかく仕上げるためには長時間の煮込みが必要だが、近年では圧力鍋を用いて調理されることも多い。
畜肉以外では、マグロやカツオといった赤身の大型魚を醤油で煮しめた角煮がよく知られる。これらは上記の東坡肉に起源を持つ豚肉の角煮とは無関係な日本発祥の料理である。

## 歴史
畜肉を角切りにして煮る料理は洋の東西を問わず存在し、中華料理の紅焼牛腩や柱侯牛腩などは牛肉の角煮と呼ばれることもある。ただし同種の料理であっても洋風のもの、西洋料理に起原を持つものに関しては角煮と呼ばれることは少なく、シチューという呼称が一般的である。

### 東坡肉
中国杭州には浙江料理の「東坡肉」が存在する。

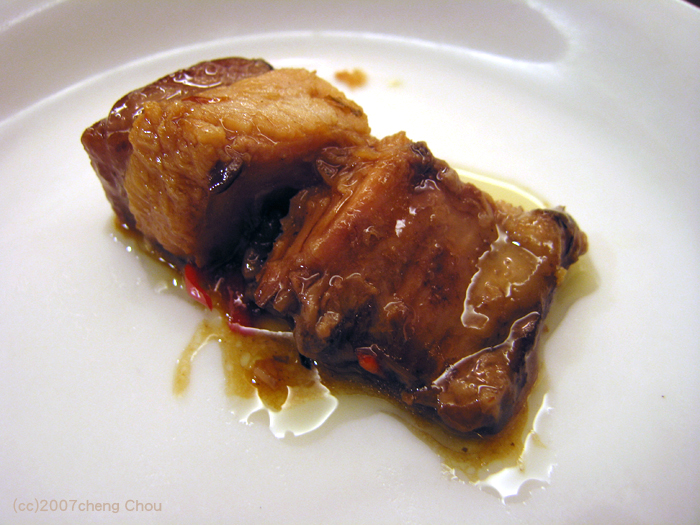
東坡肉（浙江料理）

- 東坡肉は通常八角や五香粉などの香辛料を加えて調理する。
- 本格的な東坡肉には甘く濃厚な中国醤油（老抽）が使用される。
- 東坡肉では肉を煮る他に揚げる・蒸す作業を加えることが多い。
- 東坡肉は（皮付きの）三枚肉だけを調理する。

東坡肉との呼び方は、中国北宋代の詩人蘇東坡（蘇軾）の名による。これは政争に巻き込まれて左遷された蘇東坡が、流刑先の黄州で安価な豚肉をたらふく食らい、悠々自適の生活を送る詩を吟じたことに由来するという。

## 日本での角煮の種類
長崎県の卓袱料理の「東坡煮（とうばに）」、骨付き肉を用いる薩摩料理の「とんこつ」、皮付きの三枚肉を用いる沖縄料理の「ラフテー」などがある。

### 東坡煮
長崎県の代表的な卓袱料理である。豚肉をたれに漬け込んで煮込む前に、一度水煮することで余分な脂が取り除かれている

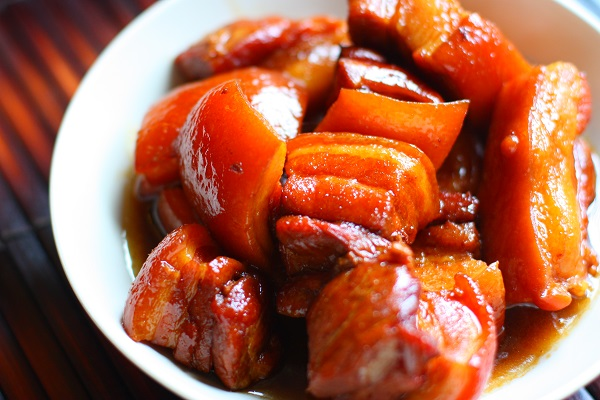
東坡煮

。

### ラフテー

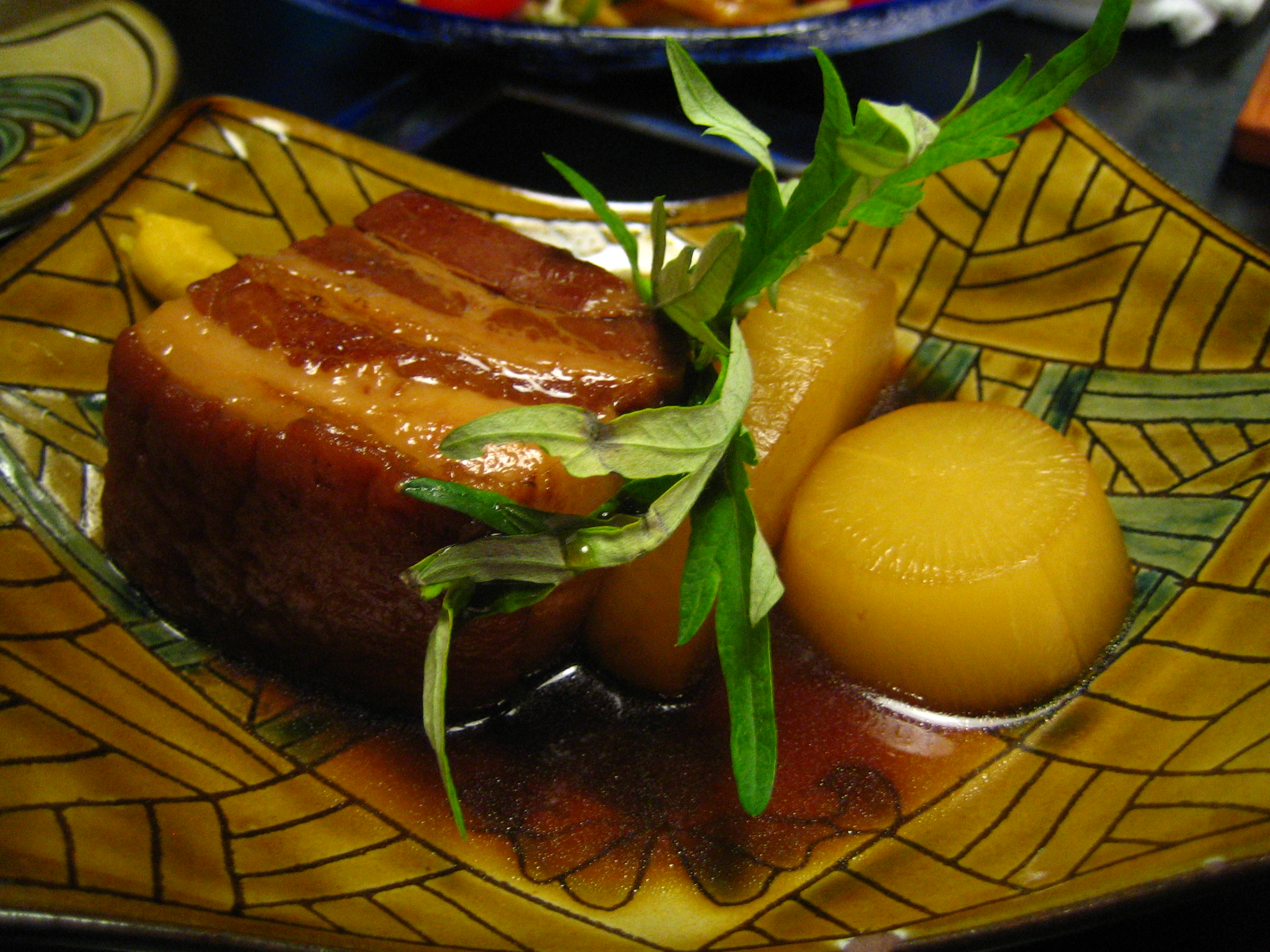
ラフテー（沖縄料理）

沖縄県の郷土料理。元々は琉球王朝の宮廷料理であった。皮付きの三枚肉を用いる。皮に毛が残っていた場合はバーナーなどで焼いて処理し、下茹した後に5cm角程度に切り分ける。これを泡盛、醤油あるいは味噌、鰹や昆布の出汁、砂糖などをあわせた煮汁で弱火で数時間煮る。
その後、冷まして煮汁の表面に固まったラードを取り除いた上で煮返す。盛りつけの時にショウガを添えることもある。

## 豚肉以外の角煮
- マグロの角煮
- カツオの角煮
- 牛肉の角煮
- 野菜の角煮（豚の角煮入り）

素食や精進料理、ベジタリアン料理では、麩や豆腐、コンニャクなどを油で揚げたものを肉の代用として用いることがある。